# رابطة الشباب الصومالية
رابطة الشباب الصومالية (بالصومالية: Ururka Dhalinyarada Soomaaliyeed) هي أول حركات شبابية ضد الاستعمار في الصومال وقد تم تأسيسها من قبل مجموعة من الشباب في هرر ومقديشو في 15 مايو من عام 1943.

## التاريخ

### نادي الشباب الصومالي
خلال الحرب العالمية الثانية، احتلت بريطانيا أرض الصومال الإيطالية وأدارت الإقليم عسكريًا من عام 1941 إلى عام 1950. في مواجهة الضغط السياسي الإيطالي المتزايد الذي يضر استمرار الحكم البريطاني وتطلعات الصومال للاستقلال، توصل الصوماليون والبريطانيون لرؤية بعضهم البعض كحلفاء. تم إنشاء أول حزب سياسي صومالي حديث، نادي الشباب الصومالي، لاحقًا في مقديشو في عام 1943. كان الهدف المعلن لنادي الشباب الصومالي هو تحرير الجماهير الصومالية من عقود من الدعاية الاستعمارية التي تم إنشاؤها بقصد تقسيم البلاد.

### تشكيل رابطة الشباب الصومالي
عند تأسيسه عام 1943، كان للحزب ثلاثة عشر عضوًا مؤسسًا. أصبح الهرر أعضاء في عام 1946 عندما افتتحت الرابطة مكتبًا في هرر. دعمت الرابطة الصومال الكبير مع كون هرر العاصمة وتم تفويض ممثلين مشتركين للكشف عن هذا الاقتراح إلى مكتب الأمم المتحدة في مقديشو. تأثر أعضاء رابطة الشباب الصومالي بشكل كبير بالتمرد الديني السابق في مطلع القرن من قبل العديد من الشخصيات الدينية مثل أويس البراوي والشيخ حسن برسني ومحمد بن عبد الله حسن. [بحاجة لمصدر]
ولتمكين الحزب الجديد، سُمح للشرطة وموظفي الخدمة المدنية الأفضل تعليماً بالانضمام إليه. بحلول عام 1948، بعد زيارة رسمية للإقليم من قبل لجنة القوى الأربع، كانت رابطة الشباب الصومالية وحدة سياسية جيدة التنظيم، انتُخب عبد الله عيسى محمد أمينًا عامًا له وتم تغيير الأسم إلي رابطة الشباب الصومالي وبدأ بفتح مكاتب ليس فقط في أرض الصومال الإيطالية والبريطانية، ولكن أيضًا في أوغادين والمحافظة الشمالية الشرقية. كانت الأهداف المعلنة للرابطة هي توحيد جميع الأراضي الصومالية؛ لخلق فرص لتعميم التعليم الحديث؛ وتطوير اللغة الصومالية من خلال قواعد التهجئة الوطنية؛ لحماية المصالح الصومالية؛ ومعارضة استعادة الحكم الإيطالي. حظرت سياسة الرابطة العشائرية حتى أن الأعضاء المؤسسين الثلاثة عشر، على الرغم من أنهم يمثلون أربعة من العشائر الخمس الكبرى في الصومال، رفضوا الكشف عن انتماءاتهم العشائرية.

## يوم الشباب الصومالي
يتم الاحتفال سنويًا بتأسيس رابطة الشباب الصومالي في 15 مايو 1943 في الصومال. يتم تنظيم الاحتفالات الرسمية في جميع أنحاء البلاد في يوم الشباب الصومالي هذا لتكريم أعضاء الرابطة SYL ودورهم الرئيسي في طريق الأمة إلى الاستقلال. في عام 2014 ، احتفل ممثلو الحكومة والجمعيات الشبابية والجماعات النسائية والمغنون والسكان المحليون بالذكرى 71 لرابطة الشباب الصومالي.